# Pleyel et Cie
Pleyel et Cie («Плеєль і компанія») — французька фірма з виготовлення роялів, яку заснував композитор Іґнац Плеєль в 1807 р. У 1815 році син Плеєля Каміль приєднався до фірми на правах партнера. Фірма надавала роялі для Фридерика Шопена, який вважав інструменти Плеєля найкращими («non plus ultra»). Роялями Плеєля також користувалися композитори К. Дебюссі, К. Сен-Санс, М. Равель, М. де Фалья і І. Стравінський, піаністи й викладачі Альфред Корто, Філіп Мануель і Ґевін Вільямсон .
У 1980-і рр. фірма «Плеєль» викупила дві інші французькі фірми — виробники роялів: «Ерар» і «Ґаво». Наприкінці 2013 р. компанія оголосила про припинення виробництва роялів у Франції .
У вересні 2009 р. сучасний майстер Пол Макналті створив модель рояля Плеєля зразка 1830 року, яка зараз знаходиться в колекції Інституту ім. Фридерика Шопена у Варшаві . Цей інструмент був використаний в Першому міжнародному конкурсі піаністів на історичних інструментах у вересні 2018 р .

#### Записи, зроблені на оригіналах і копіях роялів фірми Плеєль & Компанія
1. Юан Шенг. [Архівовано 19 липня 2021 у Wayback Machine.] Фридерик Шопен. [Архівовано 19 липня 2021 у Wayback Machine.] Ballades Nos 1-4 / Impromptus Nos 1-4. [Архівовано 19 липня 2021 у Wayback Machine.] Записано на оригінальному роялі Плеєля 1845 р.
2. Рональд Браутігам . Фелікс Мендельсон. [Архівовано 9 липня 2021 у Wayback Machine.] Piano Concertos. [Архівовано 9 липня 2021 у Wayback Machine.] Записано на реконструйованому рояля Плеєля 1830 р. від Пола Макналті.
3. Януш Олейничак. [Архівовано 19 липня 2021 у Wayback Machine.] Фридерик Шопен. [Архівовано 19 липня 2021 у Wayback Machine.] Chopin evening around тисячу вісімсот тридцять один Pleyel. [Архівовано 19 липня 2021 у Wayback Machine.] Записано на оригінальному роялі Плейеля 1831 р.
4. Олексій Любимов. Шопен, Бах, Моцарт, Бетховен: at Chopin's home piano. [Архівовано 19 липня 2021 у Wayback Machine.] Записано на оригінальному інструменті Плеєля 1843 р.
5. Діна Йоффе. [Архівовано 9 липня 2021 у Wayback Machine.] Фридерик Шопен. [Архівовано 9 липня 2021 у Wayback Machine.] Piano Concertos No 1 & 2. [Архівовано 9 липня 2021 у Wayback Machine.] Version for one piano. [Архівовано 9 липня 2021 у Wayback Machine.] Записано на оригінальному роялі Плеєля 1848 року і Ерар 1838 р.
6. Вівіана Софроницький, Сергій Істомін . Фридерик Шопен. [Архівовано 26 лютого 2021 у Wayback Machine.] Complete works for cello and piano. [Архівовано 26 лютого 2021 у Wayback Machine.] Записано на реконструйованому роялі Плеєля 1830 р.
7. Кевін Кеннер. Фридерик Шопен. 4 Impromptus. [Архівовано 11 липня 2021 у Wayback Machine.] Записано на оригінальному роялі Плеєля 1848 р.
8. Томаш Ріттер. [Архівовано 9 липня 2021 у Wayback Machine.] Фридерик Шопен. [Архівовано 9 липня 2021 у Wayback Machine.] Sonata in B Minor, Ballade in F minor, Polonaises, Mazurkas. [Архівовано 9 липня 2021 у Wayback Machine.] Karol Kurpinski. [Архівовано 9 липня 2021 у Wayback Machine.] Polonaise in D minor. [Архівовано 9 липня 2021 у Wayback Machine.] Записано на оригінальному роялі Плеєля 1842 р, Ерар 1837 року і реконструйованому роялі Буххольц 1825—1826 рр. від Пола Макналті.